# Eras mi persona favorita
«Eras mi persona favorita» es una canción del grupo chileno Teleradio Donoso fue lanzado en 2007 con su segundo sencillo del álbum Gran Santiago.

## Composición
Desde el piano del inicio de la canción fue parecida al «Mr. Blue Sky» de Electric Light Orchestra y «Ultranol» de Blur.

## Video musical
El video musical fue dirigido por Christopher Murray y Ignacio Rojas fue estrenado el 11 de septiembre de 2007 en YouTube.

## En la cultura popular
- La canción fue incluida la banda sonora de Soltera otra vez.